# 馬鉉
馬鉉（1443年—？），字孔任，江西吉安府永新縣人，民籍。明朝政治人物。進士出身。

## 生平
江西鄉試第四十七名。成化八年（1472年）壬辰科會試第四十四名，殿試登進士第二甲第十五名。

## 家族
曾祖父馬成安。祖父馬性愚。父亲馬體和。